# AE Phoenicis
AE Phoenicis é uma estrela variável na constelação de Phoenix. Uma binária eclipsante, sua magnitude aparente tem um máximo de 7,56, diminuindo para 8,25 durante o eclipse primário e 8,19 durante o eclipse secundário. Com base em medições de paralaxe pela sonda Gaia, o sistema está a uma distância de aproximadamente 168 anos-luz (51,4 parsecs) da Terra.
AE Phoenicis é uma binária de contato do tipo W Ursae Majoris, formada por duas estrelas tão próximas que suas superfícies tocam uma na outra. Elas estão separadas por 2,70 raios solares e levam 0,3624 dias para completar uma órbita. Ambas são classificadas como estrelas de classe G da sequência principal com tipos espectrais de G0V. Com temperaturas efetivas de 6083 e 6310 K, o sistema é classificado como uma variável W Ursae Majoris do subtipo W, em que a estrela primária (mais luminosa) é mais fria que a secundária; por isso, os eclipses primários são causados pela ocultação da estrela secundária. A órbita é circular e está inclinada em 86,5° em relação ao plano do céu.
A combinação de dados fotométricos e espectroscópicos permitiram a determinação direta dos parâmetros de AE Phoenicis. O componente primário tem uma massa de 1,38 vezes a massa solar e um raio de 1,29 vezes, enquanto o secundário tem 0,63 vezes a massa solar e 0,81 vezes o raio solar. Na luz visível, a estrela primária contribui para 66,5% da luminosidade do sistema, enquanto a secundária contribui para o resto (33,5%). A curva de luz do eclipse apresenta várias assimetrias e variações que indicam a presença de manchas na superfície das estrelas. A reconstrução da superfície da binária revelou cobertura significativa de manchas em toda a superfície de ambas as estrelas, e as manchas parecem variar rapidamente em escala de tempo de dias.
Como as duas estrelas estão em contato, existe considerável transferência de massa da estrela secundária para a primária. Estima-se que inicialmente o componente secundário era o mais massivo, com 1,69 vezes a massa solar, enquanto o primário tinha uma massa inicial de 1,02 vezes a solar. O período orbital do sistema parece estar aumentando à taxa de 6,17×10−8 dias por ano, o que é evidência direta da transferência de matéria. O sistema surgiu como uma binária normal com uma separação estimada de 12,39 raios solares e período estimado de 3,07 dias, que por perda de momento angular evoluiu até a configuração de contato atual. No futuro é provável que as duas estrelas se fundam, formando uma estrela única de rotação rápida.
O segundo lançamento de dados da sonda Gaia lista uma estrela de magnitude 16,5 (banda G) que possui paralaxe e movimento próprio similares ao de AE Phoenicis, indicando que pode ser uma companheira física. Essa estrela está separada de AE Phoenicis por 6,0 segundos de arco e tem uma temperatura efetiva estimada de 4 640 K.